# Schöpflin (Unternehmen)

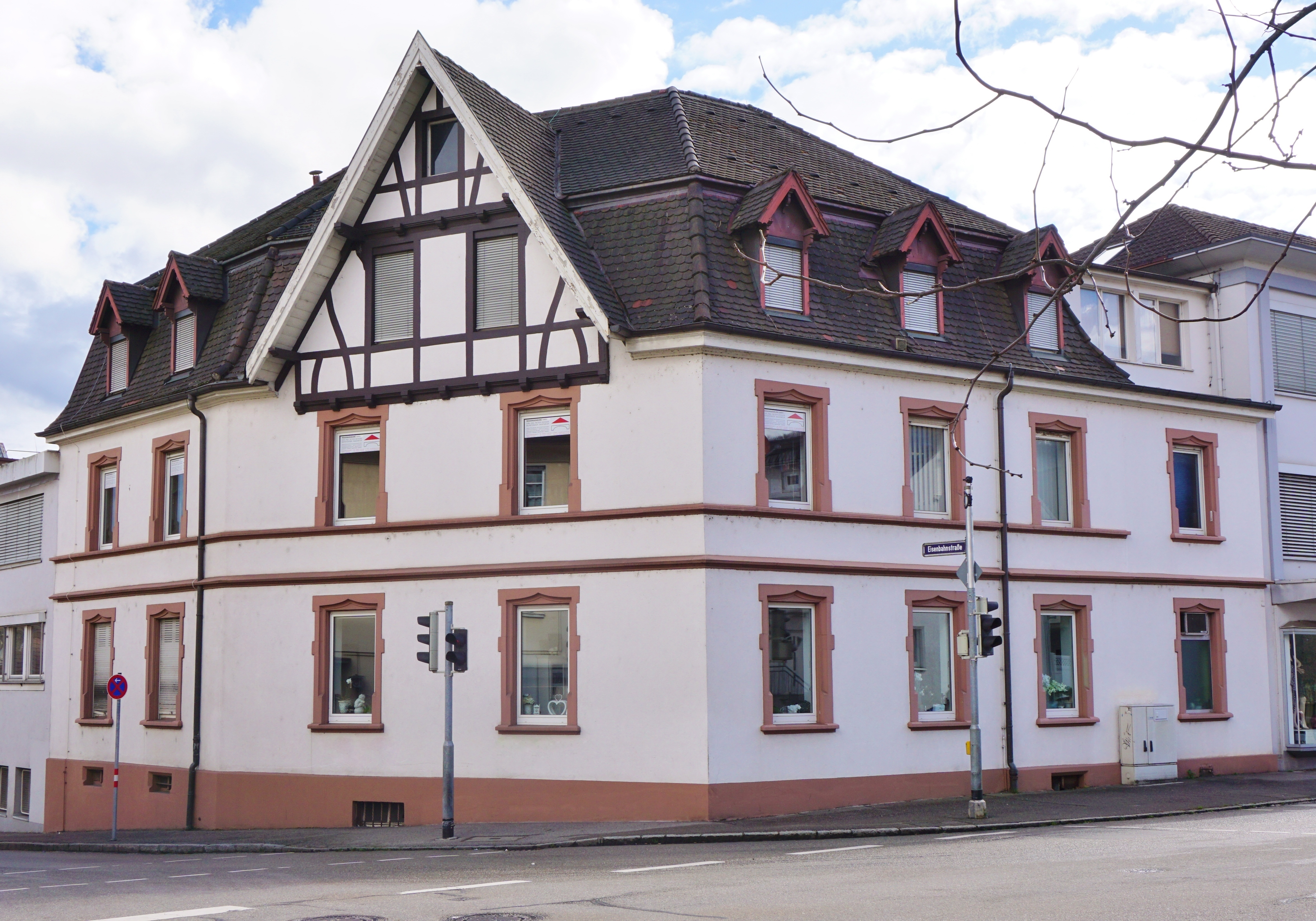
Stammhaus des Versandhauses Schöpflin in Lörrach-Haagen

Schöpflin war eine deutsche Textil-Manufaktur und ein Versandhaus in Lörrach (Baden-Württemberg).

## Geschichte

### Von der Gründung bis zum Beginn des Versandhandels
Keimzelle der Unternehmung war ein Gemischtwarenladen („Manufakturwaren & Resten“) der Eheleute Wilhelm (1881–1952) und Wilhelmine Schöpflin, das diese 1907 in Haagen eröffneten. Hier wurden auch Textilreste der Webereien im Wiesental und aus dem Elsass verkauft.
Während des Ersten Weltkriegs führt Wilhelmine den Laden alleine, da ihr Mann im Kriegsdienst war. Nach dem Krieg gestaltete sich der Ausbau des Geschäftes schwierig und durch die Inflation geriet die Firma 1923 an den Rand des Ruins.
Mit dem Einstieg in den Textilgroßhandel 1924 begann ein rapides Wachstum und 1925 traten die Söhne in das Unternehmen ein. Vor der Weltwirtschaftskrise 1929 schränkte Schöpflin die Kreditvergabe an Großhandelskunden ein und wandte sich dem Kundensegment der Endverbraucher zu. 1930 gründet Schöpflin ein Versandhaus, wozu nach der Firmenüberlieferung ein Besuch in einem Pariser Kaufhaus den Anstoß gab. 1931 entstand daraus die Textilmanufaktur Wilhelm Schöpflin, die auch dem Verband der Versandgeschäfte in Deutschland beitrat. 1932 und 1934 wurden Erweiterungsbauten erstellt. 1937 übernahm Schöpflin den Textilausrüster AdW (Ausrüstung an der Wiese) und ein Jahr später seinen ehemaligen Lehrbetrieb, die Gebrüder Grossmann in Brombach und damit auch 62 Werkswohnungen. Nach dem Krieg erstellte Schöpflin weitere Wohnungen für Mitarbeiter und gründete die Schöpflin Wohnbau GmbH.

### Im Zweiten Weltkrieg
1941 übernahm Wilhelm Schöpflin wieder die operative Leitung des Unternehmens, da seine Söhne, Hans und Rudolf, zum Militärdienst eingezogen wurden. 1944 kam der Versandhandel völlig zum Erliegen. 1948 kamen Hans und Rudolf Schöpflin wieder zurück und übernahmen die Geschäftsleitung der Schöpflin-Gruppe.
Nach der Teilzerstörung des Werkes Gustavsburgstraße der Firma Teves in Frankfurt am Main im März 1944 wurden Teile kriegswichtiger Produktion in verschiedene Werke in Baden verlagert, wobei das größte in Brombach in den Gebäuden der zur Schöpflin-Gruppe gehörigen Gebrüder Großmann AG entstand. Dort wurden von ca. 1000 Mitarbeitern (davon etwa 700 ausländische Zwangsarbeiter) Bremsen und Kolben für Panzer gefertigt.
Am 24. und 27. Februar 1945 wurde das Teves-Werk in Brombach von alliierten Bombern angegriffen, wobei das Werk stark beschädigt und etwa 70 Menschen getötet und 150 verletzt wurden.
1951 wurde das Teves Werk in Brombach geschlossen und in Gifhorn ein neues Werk aufgebaut.
Die Alfred Teves GmbH, Brombach gehörte zu jenen Firmen, die sich nicht an der Stiftung der Wirtschaft für Entschädigungszahlungen an Zwangsarbeiter beteiligten.

### Großversandhaus
Im Jahre 1948 begann Hans Schöpflin (1906–1985), der Sohn des Gründers, ein Großversandhaus mit dem Schwerpunkt Textilwaren. Es wurden Garne, Strick- und Häkelwolle, aber auch Fertigprodukte wie Teppiche angeboten. Vom Firmensitz im Ortsteil Haagen warb er mit Sprüchen wie „Wer den Pfennig ehrt, nach Haagen fährt“ oder „Schöpflin Haagen – weitersagen“. Das Versandhaus wurde 1964 von Quelle übernommen, wobei der Markenname Schöpflin noch fast 40 Jahre erhalten blieb.
Die Logistikzentrale für das Versandhaus Schöpflin in Lörrach wurde bereits Anfang der 1970er Jahre mit einer vollautomatisierten Fördertechnik betrieben, die mittels Barcodelesern durch Computer gesteuert war. Die Krise in der Textilindustrie führte 1976 zunächst zur Schließung der Spinnerei. Nach der Deutschen Wiedervereinigung 1989 wurde ein Versandstandort in Bücknitz (Brandenburg) aufgebaut. Dieser Standort wurde bis zur Schließung des Unternehmens beibehalten.

### Aufgabe der Selbständigkeit
Anfang der 1960er Jahre suchte man einerseits einen starken Partner um das Versandsortiment nochmals deutlich auszubauen und andererseits stellte sich die Frage der Nachfolge in dem Familienunternehmen. Keines der drei Kinder von Hans Schöpflin zeigte Ambitionen zur Übernahme der Geschäftsleitung. Neckermann, Otto, aber auch amerikanische Versandhäuser zeigten Interesse und besichtigten das Versandhaus Schöpflin. Letztlich kam man aber mit der Familie Schickedanz und deren Versandhaus Quelle zum Abschluss. 1964 übernahm Quelle zunächst 74,9 % von Schöpflin zu einem nie genannten Preis. 1967 verkaufte die Familie auch noch die restlichen Anteile an Quelle. Der Markenname Schöpflin blieb noch fast 40 Jahre erhalten.

### Schließung

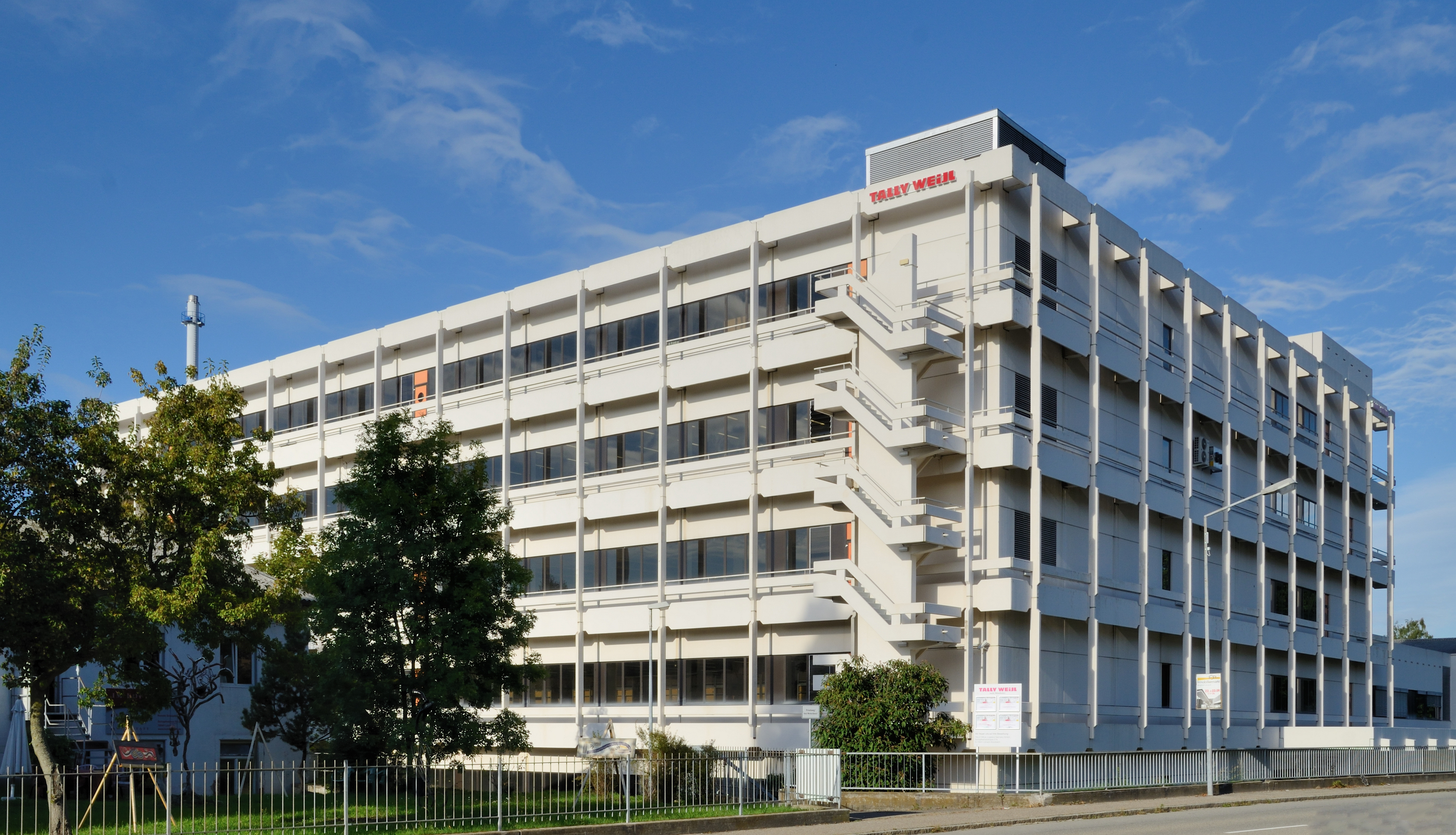
Ehemaliges Logistikzentrum von Schöpflin in Lörrach-Brombach

Der Konkurrenzkampf unter den Versandhäusern brachte auch die Firma Schöpflin in Bedrängnis. Laut Gutachten eines Unternehmensberaters, der einen Sanierungsvorschlag erarbeiten sollte, wurde etwa ein Drittel aller Waren von den Schöpflin-Kunden wieder zurückgeschickt. Die Ankündigung, den Standort in Lörrach 1999 aufzugeben, führte zu heftigen Auseinandersetzungen bis hin zu Boykottaufrufen gegen den Mutterkonzern Quelle durch örtliche Pfarrer und dagegen gerichtete Drohungen des Quelle-Vorstands, die Belegschaft zu Kirchenaustritten aufzurufen. Die vom Quelle-Management getroffene Entscheidung bedeutete für den Ort vorübergehend leere Fabrik-, Büro- und Geschäftsgebäude. Der Versand erfolgte bis zuletzt vom Standort Bücknitz aus. 1999 erfolgte die Fusion mit der Quelle GmbH.
Nach der Schließung des Großversandhauses Schöpflin GmbH übernahm das Unternehmen Mode & Preis Versandhandels GmbH dessen Geschäftsräume und einen Teil der Mitarbeiter. Mode & Preis kam im Jahre 2005 mit 110 Mitarbeitern auf einen Jahresumsatz von fast 150 Millionen Euro. Mode & Preis wurde zunächst von der Münchner Investmentgesellschaft Aurelius übernommen und Anfang 2010 geschlossen.

## Kataloge
Vom Katalog des Versandhauses wurden jährlich zweimal über 2 Millionen Exemplare mit über 500 Seiten (1974) und 27000 Artikeln gedruckt, wobei Bekleidungsartikel dominierten. Der letzte SCHÖPFLIN-Katalog aus Lörrach-Brombach war die Ausgabe Frühjahr/Sommer 1999. In der Herbst/Winter-Saison 1999/2000 erschien dann als QUELLE-Spezialkatalog noch eine umfangreiche Ausgabe mit dem Titel Der neue SCHÖPFLIN, dessen Waren dann aber bei QUELLE zu bestellen waren. Auch für Frühjahr/Sommer 2000 und für Herbst/Winter 2000/1 gab Quelle noch einen Katalog heraus.

## Sonstiges
Wilhelm und Hans Schöpflin sind Ehrenbürger von Lörrach.
Mit seinen Geschwistern Albert und Heidi gründete Hans Schöpflin 2001 die unabhängige und gemeinnützige Schöpflin Stiftung.